# الجريمة والعنف في أمريكا اللاتينية
تؤثر الجريمة والعنف على حياة الملايين من الناس في أمريكا اللاتينية. يعتبر البعض أن عدم المساواة الاجتماعية عامل رئيسي يساهم في مستويات العنف في أمريكا اللاتينية، حيث تفشل الدولة في منع الجريمة وتتولى الجريمة المنظمة السيطرة في المناطق التي تكون فيها الدولة غير قادرة على مساعدة المجتمع مثل المجتمعات الفقيرة. في السنوات التي أعقبت التحولات من الاستبداد إلى الديمقراطية، أصبحت الجريمة والعنف من المشاكل الرئيسية في أمريكا اللاتينية. شهدت المنطقة أكثر من 2.5 مليون جريمة قتل بين عامي 2000 و 2017. أشارت العديد من الدراسات إلى وجود وباء في المنطقة ؛ ووصفت منظمة الصحة للبلدان الأمريكية العنف في أمريكا اللاتينية بأنه «الوباء الاجتماعي للقرن العشرين». وبغض النظر عن التكلفة البشرية المباشرة، فقد أدى ارتفاع معدلات الجريمة والعنف تؤدي إلى فرض تكاليف اجتماعية كبيرة وزاد من صعوبة عمليات التنمية الاقتصادية والاجتماعية، وتوطيد الديمقراطية، والتكامل الإقليمي في الأمريكتين.

## التداعيات على المنطقة

العنف في أمريكا اللاتينية

ارتفاع معدلات الجريمة والعنف في أمريكا اللاتينية يقوض النمو ويهدد رفاهية الإنسان ويعيق التنمية الاجتماعية، وفقًا للبنك الدولي ومكتب الأمم المتحدة المعني بالمخدرات والجريمة (UNODC). وفقًا لصحيفة فاينانشيال تايمز، «تسجل المنطقة ما يقرب من 40 في المائة من جرائم القتل في العالم على الرغم من كونها موطنًا لـ 9 في المائة فقط من سكان العالم.وفقًا لابوب، تعرض واحد من كل أربعة من الأمريكيين اللاتينيين للاعتداء والسرقة» في عام 2018. أمريكا اللاتينية عالقة في حلقة مفرغة، حيث يُحبط النمو الاقتصادي بسبب معدلات الجريمة المرتفعة، وتساهم الفرص الاقتصادية غير الكافية في ارتفاع معدلات الجريمة. تزدهر الجريمة والعنف مع ضعف سيادة القانون، وندرة الفرص الاقتصادية، وضعف التعليم. لذلك، تتطلب معالجة الجريمة بشكل فعال اتباع نهج شامل متعدد القطاعات يعالج أسبابها الاجتماعية والسياسية والاقتصادية الجذرية.
تشير الإحصاءات الحديثة إلى أن الجريمة أصبحت أكبر مشكلة في أمريكا اللاتينية. أعلنت منظمة العفو الدولية أن أمريكا اللاتينية هي أخطر منطقة في العالم بالنسبة لعمل الصحفيين.
في المكسيك، كانت العصابات المسلحة من مهربي المخدرات المتنافسين تقاتل بعضها مع بعض، مما أدى إلى ظهور مخاطر جديدة في المناطق الريفية. معدل الجريمة ارتفع للغاية في جميع المدن الرئيسية في البرازيل. كان على المواطنين الأثرياء توفير الأمن لأنفسهم. ويقال إن عصابات إجرامية مسلحة تسيطر على أجزاء كبيرة من ريو دي جانيرو. كانت إحصاءات الجريمة عالية في السلفادور وغواتيمالا وفنزويلا خلال عام 1996. لم تتمكن الشرطة من التعامل مع عبء العمل وتم استدعاء الجيش للمساعدة في هذه البلدان. المدينة التي تتصدر حاليًا قائمة أكثر مدن العالم عنفًا هي سان بيدرو سولا في هندوراس، مما دفع مصادر إعلامية مختلفة إلى تسميتها «عاصمة القتل في العالم». سجلت كولومبيا معدل جرائم قتل بلغ 24.4 لكل 100 ألف في عام 2016، وهو أدنى مستوى منذ عام 1974. جاء أدنى مستوى في جرائم القتل منذ 40 عامًا في نفس العام الذي وقعت فيه الحكومة الكولومبية اتفاقية سلام مع القوات المسلحة الثورية لكولومبيا.
تعمل الجريمة على إبطاء النمو الاقتصادي وتقويض توطيد الديمقراطية في أمريكا اللاتينية. اليوم، أمريكا اللاتينية لديها تمييز مشكوك فيه بأنها المنطقة الأكثر عنفًا في العالم، حيث تزيد معدلات الجريمة مجتمعة عن ثلاثة أضعاف المتوسط العالمي ويمكن مقارنتها بالمعدلات في الدول التي تشهد حروبًا. ويؤدي ذلك إلى خسائر فادحة في التنمية في المنطقة من خلال التأثير على النمو الاقتصادي وإيمان الجمهور بالديمقراطية.
يقدر بنك التنمية للبلدان الأمريكية أن الناتج المحلي الإجمالي للفرد في أمريكا اللاتينية سيكون أعلى بنسبة 25٪ إذا كانت معدلات الجريمة في المنطقة مساوية للمتوسط العالمي. وبالمثل، حدد البنك الدولي وجود علاقة قوية بين الجريمة وعدم المساواة في الدخل. وتصنف جمعيات الأعمال في المنطقة الجريمة على أنها القضية الأولى التي تؤثر سلبًا على التجارة والاستثمار. يمثل العنف المرتبط بالجريمة أيضًا أهم تهديد للصحة العامة، حيث يصيب ضحايا أكثر من فيروس نقص المناعة البشرية / الإيدز أو غيره من الأمراض المعدية.
الإيمان العام بالديمقراطية نفسها مهددة حيث يُنظر إلى الحكومات على أنها غير قادرة على تقديم الخدمات الأساسية مثل الأمن العام. كشف تقرير للأمم المتحدة أن 43 بالمائة فقط من الأمريكيين اللاتينيين يؤيدون الديمقراطية بشكل كامل. تصدرت الجريمة بسرعة إلى أعلى قائمة اهتمامات المواطنين في أمريكا اللاتينية. كما وصفتها مجلة الإيكونوميست، «في العديد من بلدان أمريكا اللاتينية، سيُذكر عام 2004 باعتباره العام الذي ثار فيه الناس على الجريمة».
جعلت المسيرات الضخمة في الشوارع مثل تلك التي جرت في الأرجنتين والمكسيك والبرازيل، وغيرها من أشكال التعبير عن الاحتجاج ضد العنف، من الصعب على السياسيين بشكل متزايد تجنب التعامل مع هذه القضية، وفي العديد من البلدان، جعلت معالجة الجريمة أمرًا أساسيًا. قام العديد من القادة في المنطقة، بما في ذلك توني ساكا من السلفادور، وريكاردو مادورو في هندوراس، وأوسكار بيرغر في غواتيمالا، وألفارو أوريبي في كولومبيا، بحملات قوية لمكافحة الجريمة. وصف رئيسا هندوراس والسلفادور العصابات بأنها تهديد كبير للأمن القومي في بلادهم مثل الإرهاب بالنسبة للولايات المتحدة.
«لقد أثبت باحثو البنك الدولي وجود «خمول إجرامي» تستمر فيه معدلات عالية من الإجرام لفترة طويلة بعد اختفاء الأسباب الاجتماعية والاقتصادية الكامنة أو معالجتها من خلال التدخلات السياسية».
بالإضافة لسبب آخر يعتقد النقاد أن الجريمة في أمريكا اللاتينية ترجع إلى ضعف نظام التعليم الابتدائي العام الذي يقولون إنه «أدى إلى ظهور شباب بدون وظائف أو توقعات للتوظيف - مما أدى إلى تفاقم مشكلة عنف العصابات في أمريكا الوسطى والمكسيك وجامايكا، ترينيداد وكولومبيا والبرازيل.»